# 五張犁
五張犁，是臺灣臺中市烏日區的一個傳統地域名稱，位於該區東部。相較於今日行政區，其範圍大致包括光明里東部、前竹里南端、五光里不含北部近邊界地帶中西側，以及大里區的夏田西北端。

## 歷史
台灣清治末期至日治初期，五張犁地區為一街庄，稱為「五張犁庄」，隸屬於藍興堡。該庄北與頭前厝庄、蘆竹湳庄、下橋仔頭庄為鄰，東北涼傘樹庄為鄰，東與大里杙街為鄰，東南邊與詹厝園庄為鄰，西南邊隔大里溪與吳厝庄、溪心垻庄為界，西邊為阿密哩庄。
1901年（日治明治三十四年）11月，全台廢縣廳改設二十廳，該庄隸屬於臺中廳。1903年（明治三十六年）6月，該庄編入「樹仔腳區」，隸屬於臺中廳。1909年（明治四十二年）10月，合併二十廳為十二廳，該庄改編入「烏日區」，仍隸屬於臺中廳。1920年（大正九年），全台地方制度大改正，廢十二廳改設五州二廳，該庄改制為「五張犁」大字，隸屬於臺中州大屯郡烏日庄。
戰後烏日庄改制為烏日鄉，隸屬於臺中縣，大字亦改制為村。1950年10月，中、彰、投分治，烏日鄉仍隸屬臺中縣。2010年12月，臺中縣市合併為直轄臺中市，烏日鄉改制為烏日區，村亦改制為里。

## 聚落
本地區發展較早的聚落為五張犁，在日治期初期的官方地圖上已有記載。

## 交通
市道127號（溪南路）是大雅至霧峰的道路，大致以西北西—東南東走向繞大彎轉北北西—南南東走向經過五張犁地區西南部。由該道路向西北西可前往烏日市區、南屯、西屯、大雅並止於省道台1乙線路口，向南南東可前往溪心垻、喀哩、吳厝南部、柳樹湳、霧峰並止於省道台3線路口。
區道中101線（五光路五中巷）是南門橋至五張犁的道路，其南側端點位於本地區中部偏東的區道中106線路口。由此向北北東轉東北出境後，可前往涼傘樹並止於其東北角省道台3線舊線（中興路二段）路口。
區道中106線（五光路）是光明至大突寮的道路，其西側端點位於本地區西南部縣道127號舊線路口。由此向北北東繞彎道轉東經區道中127線終點路口後再轉東北東出境，可前往大里市區、大突寮並止於省道台3線路口。
區道中127線（光明路）是前竹至五張犁的道路，其南側端點位於本地區中部偏西南的區道中106線路口。由此向北轉北北東再轉北出境後，可前往頭前厝東南端、頭前厝與蘆竹湳交界地帶並止於蘆竹湳西北角的南區、烏日區交界處（近環中路路口）。該線原為跨縣市道路市中13線，九張犁至前竹路段已解編為市區道路。

## 學校
- 五光國小